# Сприйняття часу

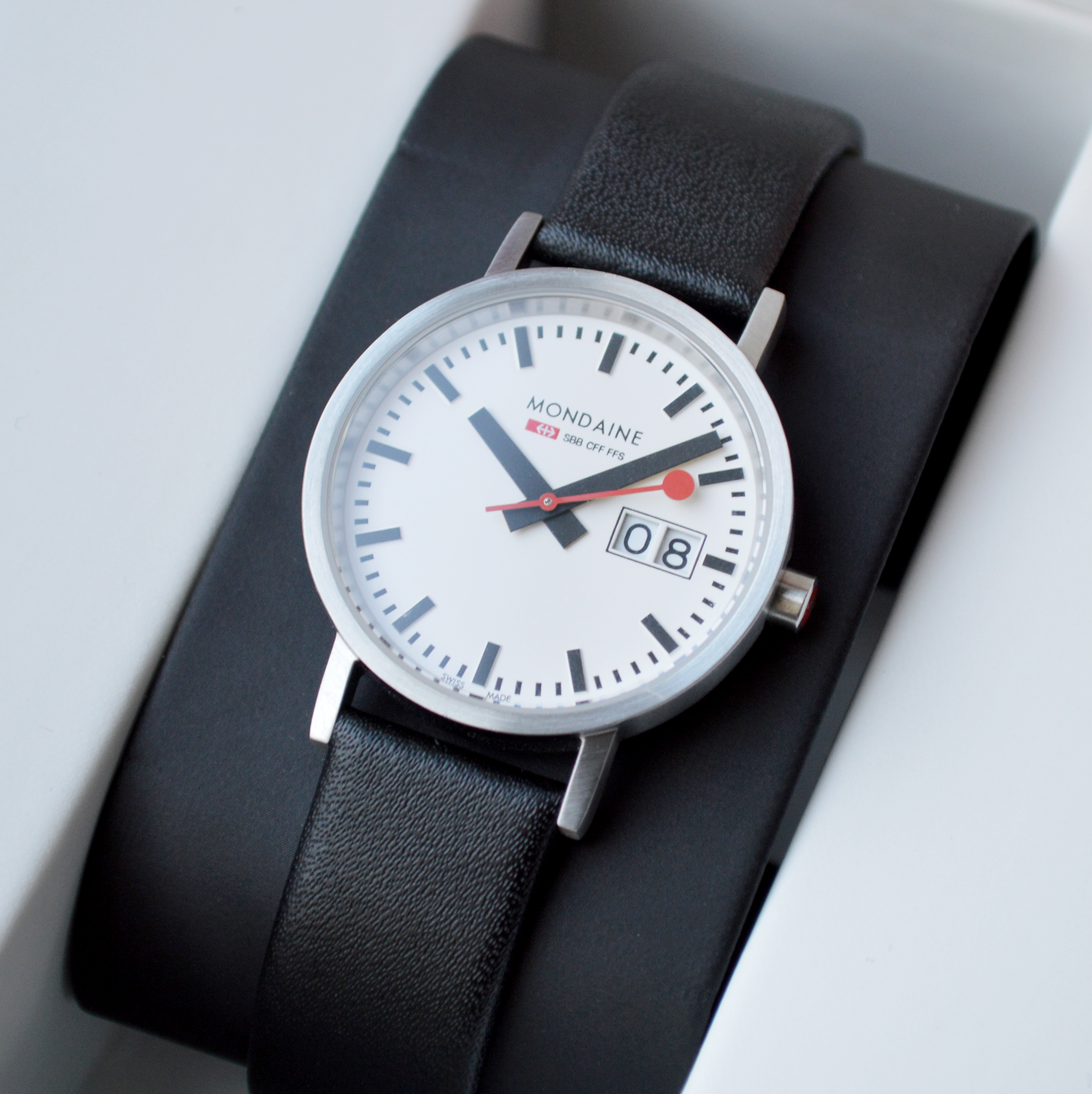
Ілюзія замирання секундної стрілки годинника виникає при швидкому погляді на нього (хроностазис)

Сприйняття часу є предметом дослідження психології та нейронауки. Суб'єктивна оцінка людиною інтервалів часу варіюється в широких межах: так час, проведений стоянням у черзі сприймається довшим ніж проведений за цікавою і новою діяльністю. У сприйнятті часу виділяють темпоральні (часові) ілюзії, як-от ефект зупиненої стрілки годинника. Сприйняття часу вивчається експериментально, через дослідження нейронних механізмів роботи мозку, а також є предметом філософських спекуляцій.

## Характеристика
За тривалий час дослідники накопичили ряд спостережень і закономірностей, які висвітлюють природу сприйняття часу людиною. Суб'єктивно час може тривати в кілька разів довше або коротше за об'єктивно виміряний. Відомим прикладом цього є «парадокс відпустки», який полягає в тому, що час добре проведеної відпустки пролітає для людини швидко, але у спогадах вона сприймається як довгий відрізок часу. Тому вчені говорять про окремий характер перспективного і ретроспективного сприйняття часу. Шлях, яким людина йде перший раз, сприймається довгим через велику кількість візуальної новизни. Натомість, коли шлях уже запам'ятований, в пам'яті залишається мало нових деталей саме цієї подорожі. Це дає змогу припускати, що впливає саме фокусування уваги, коли людина помічає більше деталей. Мозок у свою чергу з об'єму цієї інформації намагається здогадатись, скільки часу минуло. Це дозволяє пояснити, чому для дітей час рухається повільніше, ніж для старших людей. Американський психолог Віль'ям Джеймс у 1890 році писав, що «пришвидшена течія часу у дорослих пояснюється одноманітністю їх спогадів, а також спрощенням поглядів на прожите життя».
Фізіологічно, в мозку людини немає окремої системи, яка б відповідала за відмірювання часу. Роль мозочку пов'язують з відмірюванням часу в масштабі мілісекунд, а передньої лобної долі — секундних інтервалів.
Натомість годинник — це пристрій, створений людиною для вимірювання часу. За соціальним договором людство координує власну діяльність відповідно до часу на годиннику. Проте ваш мозок не сприймає тривалість у часі згідно зі стандартизованими одиницями хвилин і годин на годиннику. Час у нашому досвіді та спогадах належить до іншого роду часосприйняття.
Упродовж еволюції живі організми, зокрема й людина, розробили багато біологічних годинників, які допомагають нам слідкувати за часом. Різниця між численними внутрішніми вартовими часу нашого мозку полягає не тільки в шкалі відліку часу, але й у явищах, на які орієнтуються нейронні годинники. Деякі внутрішні годинники слідкують за зовнішніми процесами, наприклад циркадні годинники, що налаштовані на денне світло. Вони допомагають організму адаптуватися до ритму дня.
Інші внутрішні годинники фіксують явища внутрішнього походження, як-от клітини гіпокампу. Вони утворюють ланцюговий сигнал, подібний до ефекту доміно, який точно відстежує час тривалістю до десяти секунд. На сьогоднішній день нейронаука активно вивчає суть і явище мірила часу, яким користується мозок для фіксування наших переживань і спогадів, що здатні тривати від секунди чи хвилини до годин.

## Ефекти

### Хроностазис
Хроностазис — це часова ілюзія, коли момент появи чогось нового сприймається розтягнутим у часі. Наприклад після швидкої саккади очей на годинник з секундною стрілкою час її зупинки може сприйматися як значно більший за 1 секунду, тобто вона замирає. Припускають, що це може бути пов'язаним з фокусуванням уваги. Хроностазис не обмежується візуальним сприйняттям.

### Каппа-ефект
Відноситься до сприйняття кількох послідовних стимулів. Сприйняття такої послідовності може мінятися як в більшу, так і у меншу сторону.

## Вплив різних обставин

### Вплив емоційних станів

#### Радість
Радість може сповільнювати сприйняття часу, якщо супроводжується збільшенням фокусування уваги.

#### Страх
Люди в екстремальних ситуаціях стверджують про своє сповільнення сприйняття під час їх, але це не підтверджується експериментальними даними. Таку ілюзію створює більший об'єм запам'ятованих деталей.

#### Депресія
Люди, які перебувають у депресії, адекватніше сприймають течію часу. Дослідники назвали це «депресивним реалізмом». Згідно з іншою точкою зору, для людей в стані депресії час суб'єктивно тече повільніше.

### Вік
За даними психологів, суб'єктивна течія часу має властивість прискорюватися в людей з віком. Тобто для дітей час тече значно повільніше.

### Речовини
Стимулятори викликають переоцінку тривалості часу, що минув, а депресанти і анестетики навпаки недооцінку.
Нейротрансміттери, такі як допамін і норадреналін, пов'язані з приємними переживаннями, прискорюють сприйняття часу.

### Температура тіла
В дослідженнях припускається, що сприйняття часу прискорюється зі збільшенням температури і сповільнюється зі зменшенням.